# 图恩多夫

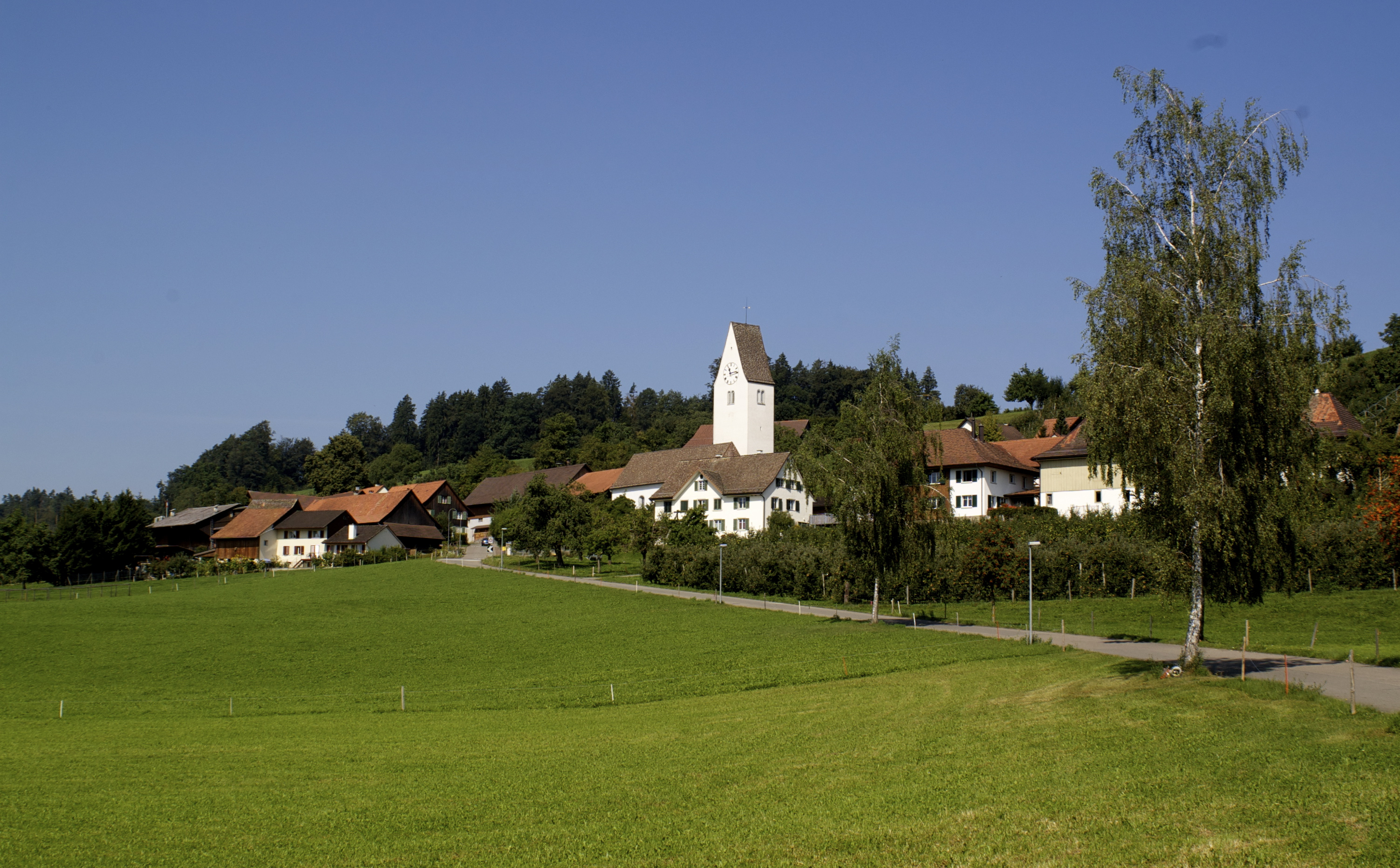

通多夫是瑞士的城鎮，位於該國東北部，由圖爾高州負責管轄，面積15.61平方公里，海拔高度546米，2012年人口1,327，六成半人口信奉基督教，人口密度每平方公里85人。

## 外部連結
- Thundorf（页面存档备份，存于） （德文） Official website